# Площа Незалежності (Мінськ)
Площа Незалежності (біл. Плошча Незалежнасці, рос. Площадь Независимости) — центральний та найбільший майдан у столиці Білорусі міста Мінськ.

## Розташування і об'єкти
Площа Незалежності розташована на початку проспекту Незалежності (раніше — проспект Скорини). До останньої реконструкції (2000-х років) мала прямокутну форму (450х150 м). Формування ансамблю площі пов'язано з будівництвом Будинку Уряду та встановленням пам'ятника Леніну.

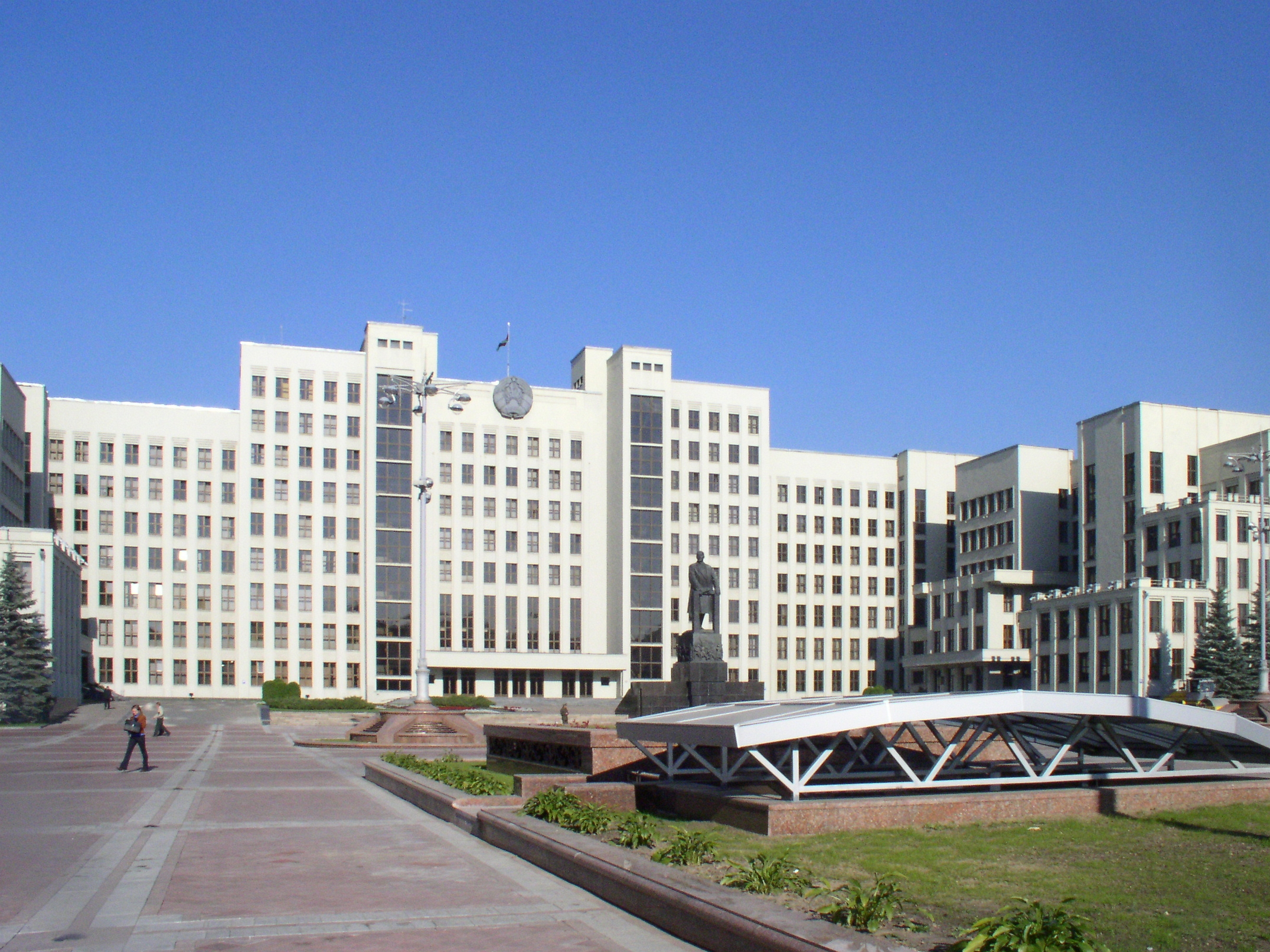
Вигляд з площі на Будинок Уряду

На північному боці майдану довгі роки був розташований сквер партерного типу, а відкрита частина навпроти Будинку Уряду викладена бетонними плитами й використовувалась як автостоянка. Поряд із Будинком Уряду стоїть собор святих Симона та Олени («Червоний костел»). Між вулицями Берсона та Свердлова збереглась будівля першого Будинку Рад. На протилежному боці міститься будівля Мінського міськвиконкому міської ради, Управління метрополітену та Білоруського державного університету. Поряд із площею розташований готель «Мінск», головпоштамт. На південному боці майдану — Білоруський державний педагогічний університет імені Максима Танка.
Традиційно площа лишається місцем проведення значних санкціонованих масових заходів, в тому числі за доби СРСР святкових демонстрацій трудящих та військових парадів.
Після нещодавних реконструкцій у підземній частині майдану Незалежності розмістився 3-поверховий торговельний центр «Сталіца» і 4-поверховий паркінг на 500 машино-місць.
На площі зведений вихід станції метро «Площа Леніна».

## Історія
Майдан почав забудовуватися на початку 1930-х років за проєктом архітектора Йосипа Лангбарда як головна площа столиці і спершу мав назву площа Леніна. У цей час на площі був зведений Будинок Уряду та встановлений пам'ятник Леніну.
Починаючи від 1934 року на майдані відбувалися паради Червоної армії.
Під час окупації Мінська німецькими військами пам'ятник Леніну було знищено (відновлено у 1945 році). Будинок Уряду та Червоний костел виявились тими нечисленними будівлями Мінська довоєнної забудови, що не були зруйновані під час Другої світової війни.
У повоєнний час площа Леніна забудовувалась за новим генеральним планом Мінська. Від неї починалась головна вулиця столиці БРСР — проспект Сталіна (згодом Ленінський, Франциска Скорини, нині — проспект Незалежності). Притому функції центрального майдану Мінська перебрала на себе Центральна площа, на ній від 1950-х років проходили паради та демонстрації.
У 1960-х роках площа Леніна мала вигляд прямокутника, а довкола неї був зорганізований круговий рух автотранспорту. На площі на той час містились автомобільна стоянка та сквер.
З 1984 року із початком будівельних робіт на Жовтневій площі зі зведення Палацу Республіки, площа Леніна знову стала місцем проведення демонстрацій та інших масових заходів.
Починаючи від 1991 року майдан отримав сучасну назву — площа Незалежності.

Пам'ятний знак на площі

У 2002—2006 роках площа була реконструйована. Рух автотранспорту був випрямлений, а у підземній частині звели великий торговельний центр «Сталіца» і влаштували паркінг. Надземна частина площі стала зоною відпочинку зі світломузичним фонтаном.